# Mastacembelus alboguttatus
Mastacembelus alboguttatus és una espècie de peix pertanyent a la família dels mastacembèlids.

## Descripció
- Fa 49 cm de llargària màxima.
- 35 espines i 73 radis tous a l'aleta dorsal.
- 74 radis tous a l'aleta anal.
- Nombre de vèrtebres: 82.[2][3]

## Hàbitat
És un peix d'aigua dolça, demersal i de clima tropical.

## Distribució geogràfica
Es troba a Àsia: riu Sittang a Myanmar i conca del riu Salween a Tailàndia.

## Observacions
És inofensiu per als humans.